# 4-メチルオキサロ酢酸エステラーゼ
4-メチルオキサロ酢酸エステラーゼ(4-methyloxaloacetate esterase、EC 3.1.1.44)は、以下の化学反応を触媒する酵素である。
オキサロ酢酸4-メチルエステル + 水{\displaystyle \rightleftharpoons }オキサロ酢酸 + メタノール
従って、基質はオキサロ酢酸4-メチルエステルと水の2つ、生成物はオキサロ酢酸とメタノールの2つである。
この酵素は加水分解酵素に分類され、特にエステル結合に作用する。系統名は、オキサロ酢酸4-メチルエステル オキサロアセトヒドロラーゼ(oxaloacetate-4-methyl-ester oxaloacetohydrolase)である。